# Displasia cranioectodermica
La displasia cranioectodermica è una displasia congenita molto rara, annoverata tra le ciliopatie, che ha per caratteristica principale l'alterazione di peli, capelli e denti.

## Epidemiologia e storia
La malattia è anche detta sindrome di Sensenbrenner-Dorst-Owens in onore dei pediatri statunitensi J. A. Sensenbrenner, J. P. Dorst e R. P. Owens, che per primi la descrissero nel 1975. Un'ulteriore descrizione della sindrome, ad opera del medico L. S. Levin e dei suoi colleghi, venne pubblicata nel 1977.
L'incidenza della malattia è bassissima: inferiore a un caso su un milione di nati vivi. In letteratura medica ne sono stati documentati circa 20 casi.

## Eziologia
Si tratta di una malattia genetica che si trasmette con carattere autosomico recessivo; sul piano genetico se ne distinguono cinque tipologie:
- Tipo 1, dovuto ad una mutazione genetica a carico del gene IFT122 localizzato sul braccio lungo del cromosoma 3, in corrispondenza del locus genico q21.3-q22.1[5]
- Tipo 2, con mutazione del gene WDR35 sul braccio corto del cromosoma 2, nel locus genico p24.1[6]
- Tipo 3, con mutazione del gene IFT43 sul braccio lungo del cromosoma 14, nel locus genico q24.3[7]
- Tipo 4, con mutazione del gene WDR19 sul braccio corto del cromosoma 4, nel locus genico p14[8]
- Tipo 5 (la cui esistenza è presunta ma non accertata), con mutazione del gene IFT52 sul braccio lungo del cromosoma 20, nel locus genico q13.12[9]

## Clinica

### Sintomi e segni
Tra i segni clinici più comuni si annoverano:
- Ipotricosi con peli e capelli molto sottili, fragili, ipopigmentati
- Malformazioni dei denti, quali microdonzia, ipodonzia, ipoplasia dello smalto dentale e taurodontismo
- Dolicocefalia, con chiusura (sinostosi) prematura della sutura sagittale
- Dismorfismo facciale con fronte prominente, naso con radice piccola e sella nasale poco sviluppata, epicanto
- Nistagmo
- Bassa statura, fino ad arrivare al nanismo
- Displasia a carico dello scheletro, con marcata rizomelia alle braccia, iperestensibilità delle articolazioni, torace a imbuto e petto escavato
- Alterazioni delle dita di mani e piedi: brachidattilia, sindattilia, clinodattilia del mignolo, anomalie delle unghie
- Nefronoftisi che comporta insufficienza renale fin dall'infanzia
- Fibrosi epatica che può degenerare in cirrosi
- Patologie dell'occhio, come la retinite pigmentosa

### Diagnosi differenziale
La malattia entra in diagnosi differenziale con la displasia toracica asfissiante (detta anche displasia di Jeune) e la sindrome di Ellis-van Creveld.

### Diagnosi precoce
È possibile la diagnosi prenatale della displasia mediante un'accurata ecografia ostetrica.

## Prognosi
La prognosi varia molto da individuo a individuo e dipende dal grado di compromissione funzionale dei reni, del cuore e dei polmoni.